# Kitaa

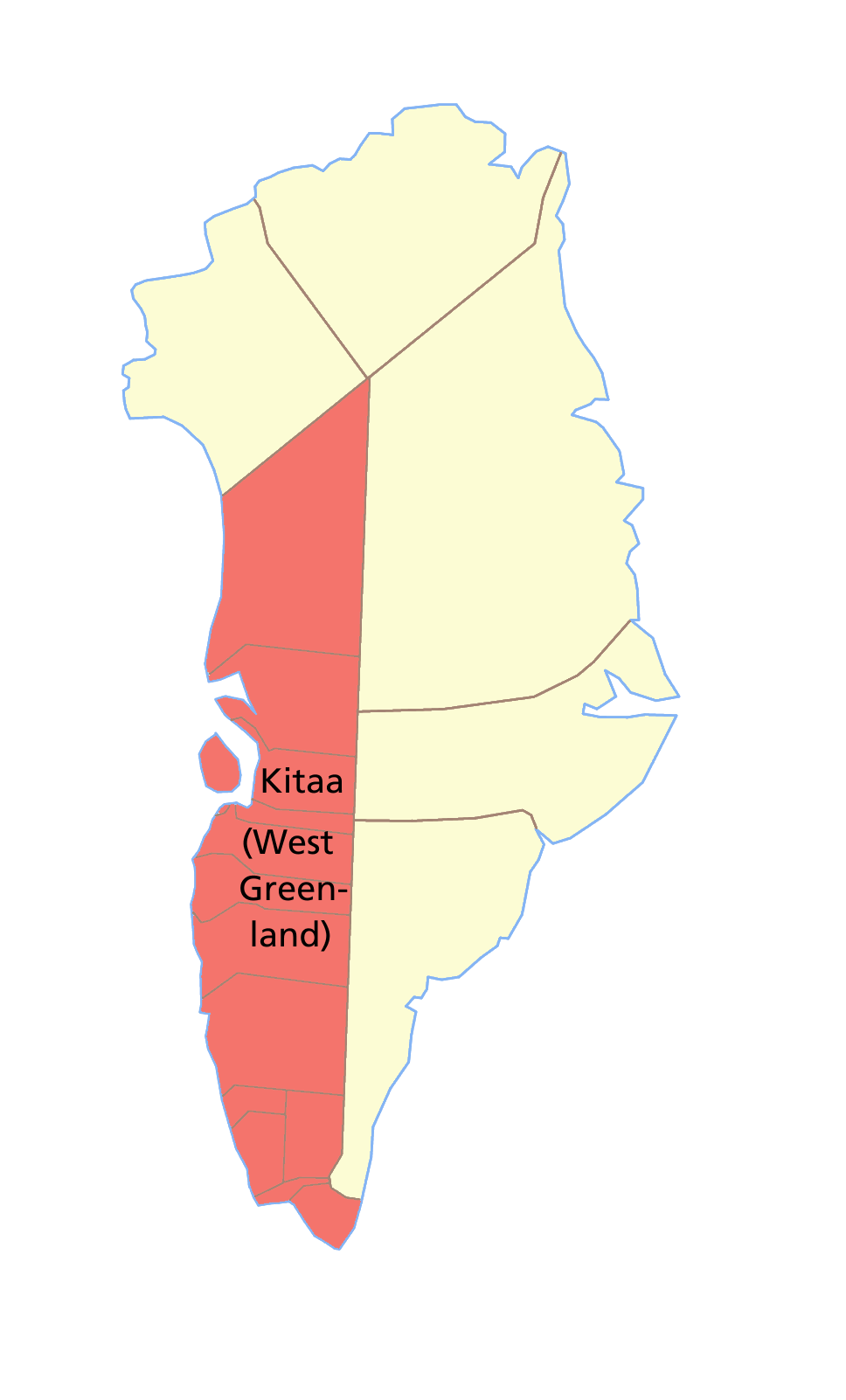
Mappa della Groenlandia Occidentale con la vecchia suddivisione in comuni

Kitaa/Vestgrønland (Groenlandia dell'ovest) è stata una delle tre contee (amt) della Groenlandia dal 1950 al 2008. La sede della contea era nella capitale della Groenlandia, Nuuk (o Godthåb).
La contea confinva a nord con quella di Avannaa e a est con quella di Tunu; a nord-ovest era bagnata dalla Baia di Baffin, a ovest dallo Stretto di Davis e a sud si affacciava sul Mare del Labrador e sull'Oceano Atlantico. Il suo clima rende gli insediamenti umani possibili solo presso le coste, mentre l'entroterra è coperto da una perenne coltre glaciale.

## Storia
La contea fu istituita il 18 novembre 1950, insieme alle altre due della Groenlandia (Avannaa e Tunu), ma fu l'unica che fu divisa in comuni sin dall'inizio: Kitaa infatti era (ed è tuttora) la più abitata delle tre contee, ed ospita ancora oggi circa il 90% della popolazione totale dell'isola, perciò le altre contee non ebbero subito la necessità di un'ulteriore suddivisione. Kitaa fu divisa in 16 comuni, che da sud a nord erano: Nanortalik, Qaqortoq, Narsaq, Ivittuut, Paamiut, Nuuk, Maniitsoq, Sisimiut, Kangaatsiaq, Aasiaat, Qasigiannguit, Ilulissat, Qeqertarsuaq, Vaigat, Uummannaq e Upernavik. Nel 1972 il comune di Vaigat fu soppresso ed assorbito da quello di Qeqertarsuaq, mentre il suo capoluogo Qullissat divenne un villaggio disabitato; Kitaa rimase suddivisa in 15 comuni per 36 anni, dal 1972 al 2008.
Con la riforma del 2009 la Groenlandia rivoluzionò la sua suddivisione interna in maniera simile a quanto era stato compiuto in Danimarca nel 2007. La suddivisione in contee fu abolita, e Kitaa cessò di esistere come entità amministrativa; i suoi 15 comuni furono raggruppati in 4 comuni più grandi: Nanortalik, Qaqortoq e Narsaq divennero il comune di Kujalleq; Ivittuut, Paamiut e Nuuk si unirono con i comuni di Tunu per formare il vasto comune di Sermersooq; Maniitsoq e Sisimiut si fusero nel comune di Qeqqata; tutti gli altri (insieme al comune di Qaanaaq in Avannaa) si trasformarono nel comune di Qaasuitsup che il 1º gennaio 2018 venne diviso nei comuni di Avannaata e Qeqertalik.